# Église Saint-Jean-de-Beverley
L'église Saint-Jean-de-Berveley est une église catholique située à Saint-Jean-Brévelay, en France. Elle est dédiée à Jean de Beverley, fondateur de l'abbaye de Beverley en Angleterre, depuis 1542.

## Localisation
L'église est située dans le département français du Morbihan, sur la commune de Saint-Jean-Brévelay.

## Historique
L'ancienne église était de style roman, bâtie au XIIe siècle. Au XVe siècle, le transept roman est doublé. Le chœur est bâti au XVIe siècle et modifié au XVIIe siècle. En 1825, le clocher-porche est édifié et la nef rebâtie
La porte romane de l'église Saint-Jean-de-Berveley fait l’objet d’une inscription au titre des monuments historiques depuis le 13 février 1929.

## Description
L'église est en forme d'une croix latine avec doubles transepts. L'édifice actuel conserve quelques éléments d'un édifice roman antérieur : le transept ouest (flanqué d'un second transept au XVe siècle) et le portail sud dont la porte de plein cintre est encadrée par des voussures retombant sur des piles à imposte simple. Restes de trois modillons sculptés très usés dans la voussure supérieure.

Le retable du Maître-autel (1640), en pierre et marbre, est attribué à François III Houdault.

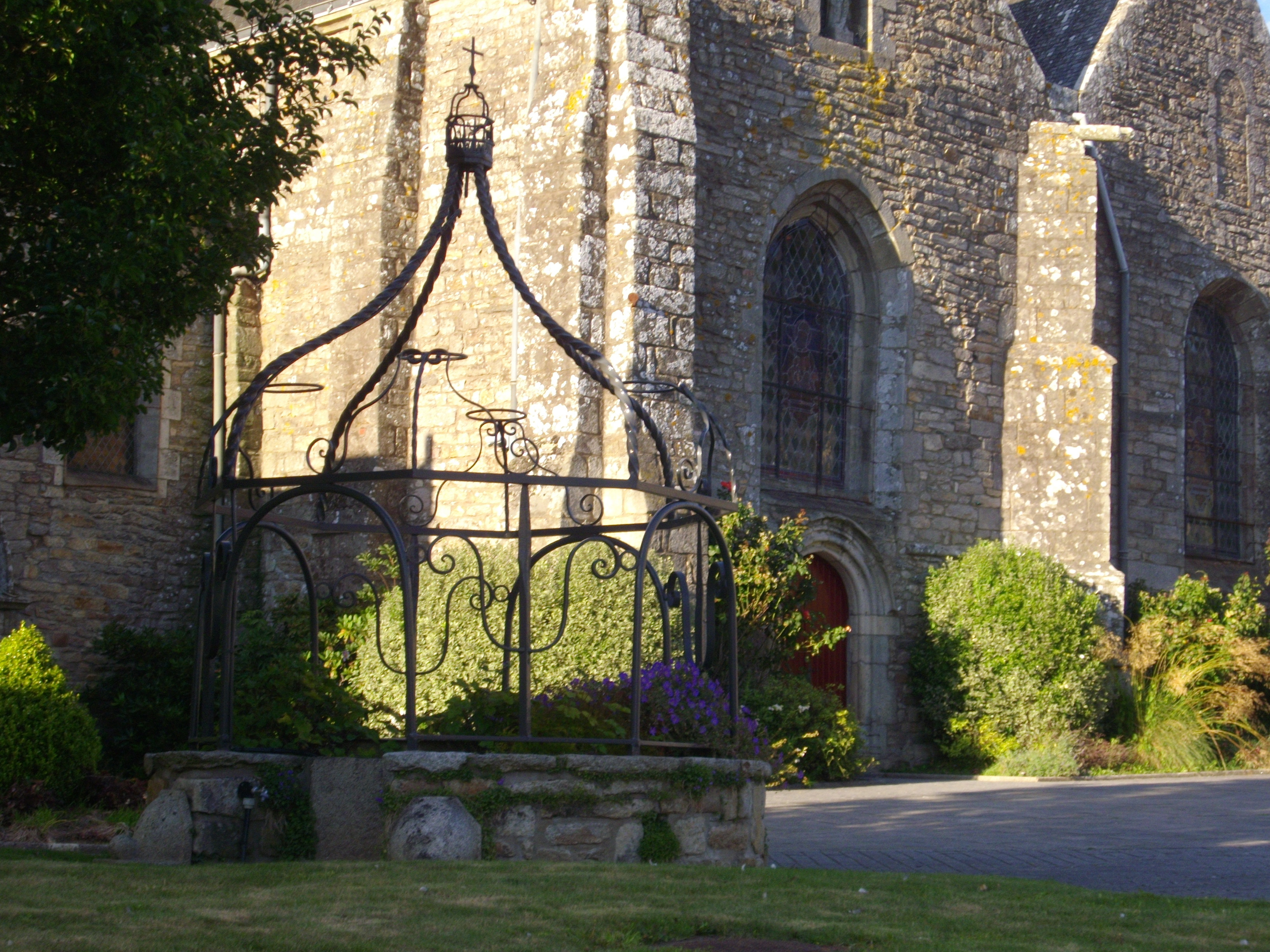
Transept sud (roman)
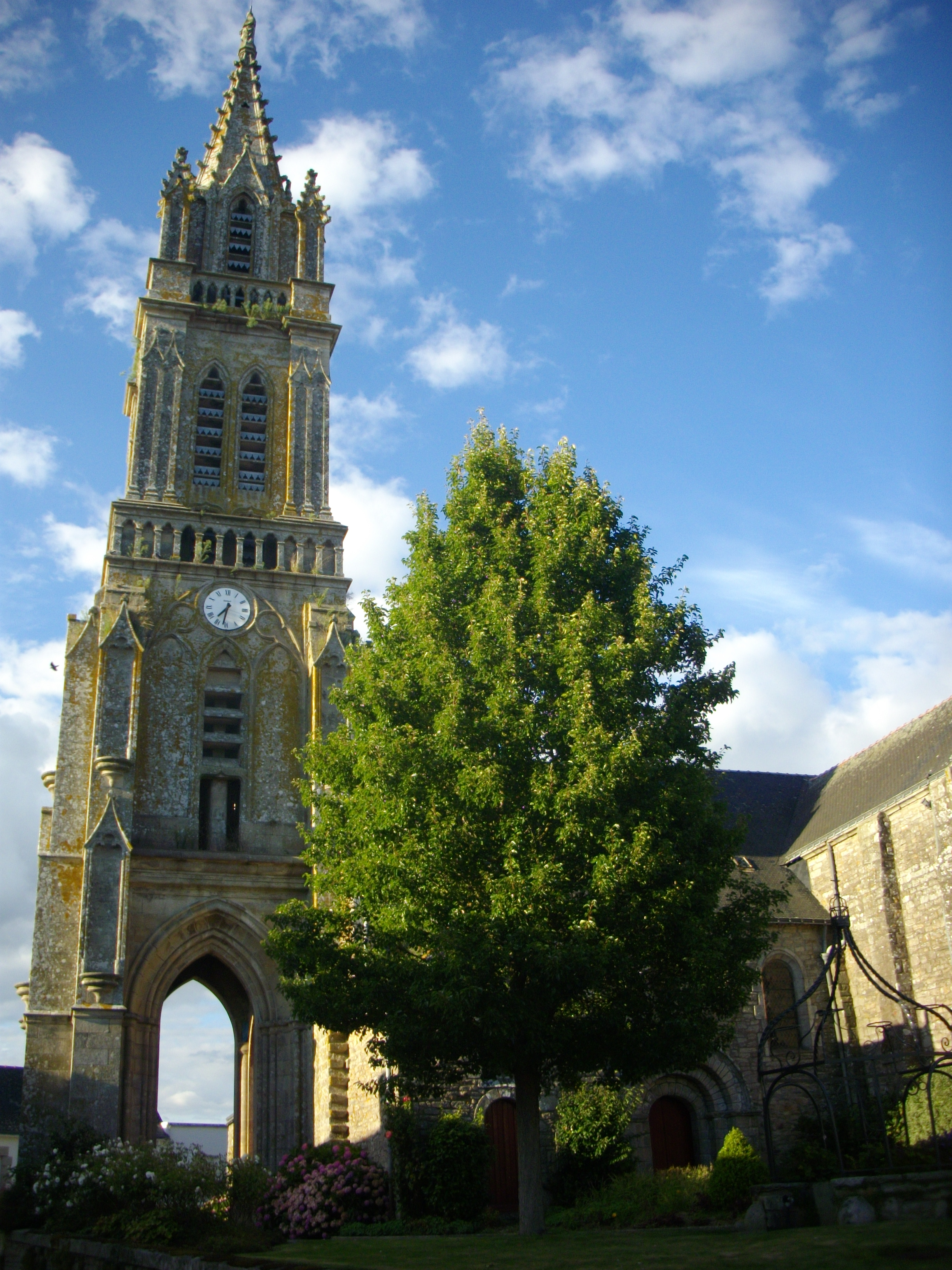
Le clocher-porche